# Sven Sundius
Sven Lars Gustaf Sundius, ursprungligen Dahlström, född 3 januari 1919 i Maria Magdalena församling i Stockholm, död 23 april 2012 i Högalids församling i Stockholm, var en svensk ingenjör.
Sven Sundius var son till apotekaren Ragnar Esaias Dahlström och konstnären Sigrid Sundius-Beckman  samt vidare systerson till Nils Sundius och dotterson till Agathon Sundius. Efter studentexamen 1936 gick han på Kungliga Tekniska högskolan (KTH) där han tog examen 1940. Han var ingenjör vid Sveriges radio AB 1941 men gick samma år över till arméförvaltningen. Sven Sundius blev laborator vid Försvarets forskningsanstalt 1949. Han var styrelseledamot i Svenska fjällklubben från 1944 och Svenska naturskyddsföreningen från 1955. Han författade fackuppsatser och skrev artiklar i Svenska fjällklubbens och Svenska naturskyddsföreningens tidskrifter.
Sundius var från 1962 till sin död gift med Gudrun Dreyfus (född 1925). Han är gravsatt på Skogskyrkogården i Stockholm.